# Laboratoire Triangle
 (janvier 2023).

Le laboratoire Triangle est l'unité mixte de recherche (UMR) 5206 « Action, discours, pensée politique et économique ». Elle associe le Centre national de la recherche scientifique (CNRS), l'École normale supérieure de Lyon, l'université Lumière Lyon 2, l'Institut d'études politiques de Lyon (plus connu comme IEP de Lyon ou Sciences Po Lyon) et l'université Jean-Monnet de Saint-Étienne. Ses domaines de recherche sont la science politique, la philosophie politique et l'histoire de la pensée politique et de la pensée économique.
Les mesures de fonctionnement établies par le Conseil de laboratoire ont pour fonction de permettre les initiatives de recherche à tous les niveaux : pôles, projets collectifs, projets individuels ou de petites équipes informelles, soutien aux doctorants, politique de documentation et d’édition (traditionnelle et en ligne).

## Personnel
Le laboratoire Triangle accueille 113 enseignants-chercheurs, 14 chercheurs CNRS (C.R. et D.R.), 41 enseignants-chercheurs associés et 114 doctorants. Il a été dirigé par Jean-Claude Zancarini jusqu'à son départ à la retraite en août 2012, puis par Renaud Payre, professeur de science politique (09/2012-08/2016), Claude Gautier, professeur de philosophie politique (09/2016-12/2020). Depuis janvier 2021, il est dirigé par Anne Verjus, directrice de recherche au CNRS, section 40.

## Pôles
Le laboratoire est structuré en 4 pôles de spécialité : Action publique, Politisation et participation, Pensée politique et sciences sociales, Économie : histoire, institutions, société et 3 chantiers transversaux : PoliFormES (Politiques de la formation, de l’éducation et du savoir), Genre et politique, Humanités numériques.

### Action publique
Responsable(s) scientifique(s): Cécile Robert & Gilles Pollet
- Axe 1 : Savoirs, dispositifs et normes de gouvernement
- Axe 2 : Santé et politiques
- Axe 3 : Études urbaines

### Politisation et participation
Responsable(s) scientifique(s): Camille Hamidi & Sophie Beroud
- Axe 1 : Classes populaires, dynamiques de participation et de mobilisation
- Axe 2 : Travail de représentation politique et syndical
- Axe 3 : Les langages du politique

### Pensée politique et sciences sociales
Responsable(s) scientifique(s): Makram Abbes & Romain Descendre
- Axe 1 : « Philosophie politique, histoire de la pensée politique »
- Axe 2 : « Philosophie des sciences sociales »
- Axe 3 : « Sciences sociales et circulation des savoirs »

### Économie: histoire, institutions, société
Responsable(s) scientifique(s): Valérie Revest & Rebeca Gomez Betancourt
- Axe 1 : Histoire de la pensée économique
- Axe 2 : Philosophie économique
- Axe 3 : Économie des institutions et économie sociale

## Activités
Le laboratoire Triangle organise des colloques, des séminaires, des journées d’études transversales ou thématiques et des laboratoires Juniors. Il participe à des projets financés par l'Agence nationale de recherche (ANR). Un certain nombre de doctorants y préparent une thèse, dans différentes écoles doctorales . Ces activités scientifiques sont détaillées sur le site web du laboratoire .

### Projets de l'Agence nationale de recherche (ANR)
- Guerres 16/17
- La bibliothèque Foucaldienne
- Genrebellion
- Processus et acteurs latino-américains de la participation politique locale (Palapa).
- Mobilisation des savoirs pour la réforme (Mosare).
- Pratiques genrées et violences entre pairs : les enjeux socio-éducatifs de la mixité au quotidien (Violecogenre).
- Les grands réseaux techniques en démocratie : innovation, usages et groupes impliqués dans la longue durée (fin du 19e - début du 21e siècles) (Resendem).
- Analyse secondaire des enquêtes qualitatives en sociologie et en science politique (Réananlyse).

### Laboratoires Juniors
- Les laboratoires Juniors sont indépendants de l’UMR 5206, et dépendent directement de la direction de la Recherche de l’ENS de Lyon. Ceux qui sont présentés [14] sont ou ont été organisés par des doctorants rattachés au laboratoire par leur directeur/trice de thèse.

## Publications
Le laboratoire Triangle soutient les revues Mots, les langages du politique, Laboratoire Italien, Astérion et Métropoles .
La "collection HAL Triangle"  rassemble les références des publications des membres du laboratoire, accompagnées de dépôts en texte intégral, lorsque c’est possible
- Ensemble des références des monographies et éditions de texte(PDF) [17]

## Administration
Le laboratoire Triangle est rattaché principalement à l'École normale supérieure (ENS) de Lyon. Il dépend de l’Institut des sciences humaines et sociales (InSHS du CNRS), et des sections 35, 37 et 40 du Centre national de la recherche scientifique (CNRS). Ses autres tutelles de rattachement secondaire sont : université Lyon-2, université Jean-Monnet de Saint-Étienne et SciencesPo Lyon (et donc de l'Université de Lyon) .

## Histoire
Le laboratoire Triangle est créé le 1er janvier 2005. Le nom de Triangle lui est donné pour rappeler qu'il associe trois établissement lyonnais : l'École normale supérieure (ENS) de Lyon, l'université Lyon-2 et l'Institut d'études politiques (IEP) de Lyon. Les trois équipes à l'origine du laboratoire sont la FRE « Discours du politique en Europe » (ENS LSH), la FRE « Centre Walras » (université Lyon-2) et l’Équipe associée (EA) Centre de politologie de Lyon (Ceriep) (IEP).